# 警察廳長官
警察廳長官為日本警察廳之首長、服從國家公安委員會之管理，掌理警察廳之廳務統籌、所部級職員之任免及警察廳事務跟都道府縣警察之指揮監督。

## 地位
警察廳長官是總管警察廳廳務的國家公務員，位於警察官（制服人員）階級之外。由國家公安委員會經內閣總理大臣（首相）的承認來任命警察廳長官。警察當中警視正以上的警察官為國家公務員，須服從警察廳的管理，故作為警察廳之長的警察廳長官是實質上警隊的最高指揮。警察廳長官亦是行政官僚中實質的最高決策機關事務次官等會議的成員，經常與檢事總長保持緊密的連絡，但對刑事訴訟法上的檢察官無指揮權。

## 国家公安委員會之管理權
警察厅是由国家公安委员会设立并管理，它在作为中央行政机关的同时，也致力于保持作为背负国家治安维持的义务与责任的警察的中立性，并且通常不接受国家公安委员会以外机关的管理监督。司法警察活动之时，个别警察官有时会受到检察官的指挥，在理由正当充分的情况下，警察官可以对此指挥不与以服从。这个时候，检事总长（最高检察厅厅长）、检事长（高等检察厅厅长）、以及检事正（掌管地方检察厅厅务）是国家公安委员会惩戒权限的聲請者，简言之，作为国家公务员，国家公安委员会有权通过对于警察厅警察官的惩戒诉讼。然而，由于检事总长，检事长，以及检事正本身并不具备惩戒权限，所以，其正当性的判断以及必要性等须由国家公安委员会独立裁决。这也是为了避免警察厅受到其他机关不必要的干涉。此外，对于属于司法警察活动范畴的搜查活动，以及致力于犯罪的预防以及执行镇压活动的行政警察活动，原则上，警察拥有独立行动权，且不受其他力量指挥或干涉。

## 首相统制
一般而言，警察厅不接受国家公安委员会以外机构的管理监督，但基于国家公安委员的劝告，或正逢首相发布紧急事态的公告的场合之際，首相便能对警察执行临時统制，或在处理紧急事态的必要限度之上，直接对长官进行指挥监督。这便是所谓的：将作为持有武力、隶属于治安维护机关的警察，置于民主主义的控制下，从而达到快速处理案件目的的统制方式。

## 警察廳長官指揮命令權
發布緊急事態的佈告之後，警察廳長官會針對管轄該區的都道府縣警察的警視總監或警察本部長發布命令，轄區的警察局長則針對該區府縣警察的警察本部長發布必要命令。
針對非管轄該區的都道府縣警察，得將其派遣至該區以外必要的區域。

## 歷任警察廳長官
- 包含「國家地方警察本部長官」（警察廳長官之前身）。

| 代 | 姓名       | 任命年月日     | 退休後之主要公職                                                                |
| -- | ---------- | -------------- | ------------------------------------------------------------------------------- |
| 1  | 齋藤昇     | 1954年7月1日   | 厚生大臣、運輸大臣                                                              |
| 2  | 石井榮三   | 1955年7月1日   | 全日本指定汽車教習所協會聯合會會長                                              |
| 3  | 柏村信雄   | 1958年8月29日  | 海外移住事業團理事長                                                            |
| 4  | 江口俊男   | 1963年5月10日  | 公害防止事業團理事長                                                            |
| 5  | 新井裕     | 1965年5月19日  | 財團法人警察協會會長                                                            |
| 6  | 後藤田正晴 | 1969年8月12日  | 内閣官房長官・副首相・法務大臣                                                  |
| 7  | 高橋幹夫   | 1972年6月24日  | 社團法人日本汽車聯盟會長                                                        |
| 8  | 淺沼清太郎 | 1974年10月9日  | 阪神高速道路公團理事長                                                          |
| 9  | 山本鎭彦   | 1978年6月1日   | 駐比利時特命全權大使                                                            |
| 10 | 三井脩     | 1981年6月2日   | 日本道路交通情報中心理事長                                                      |
| 11 | 鈴木貞敏   | 1984年9月25日  | 参議院農林水産委員長                                                            |
| 12 | 山田英雄   | 1985年8月27日  | 公共政策調査會理事長                                                            |
| 13 | 金澤昭雄   | 1988年1月22日  | 全日本指定汽車教習所協會連合會會長                                              |
| 14 | 鈴木良一   | 1990年12月7日  | 警察共濟組合理事長                                                              |
| 15 | 城内康光   | 1992年9月18日  | 駐希臘特命全權大使                                                              |
| 16 | 國松孝次   | 1994年7月12日  | 駐瑞士特命全權大使                                                              |
| 17 | 關口祐弘   | 1997年3月31日  | 警察共濟組合理事長                                                              |
| 18 | 田中節夫   | 2000年1月11日  | 社團法人日本汽車聯盟副會長                                                      |
| 19 | 佐藤英彦   | 2002年8月2日   | 警察共濟組合理事長・警察廳顧問                                                  |
| 20 | 漆間巖     | 2004年8月13日  | 財團法人交通事故研究分析中心理事長・內閣官房事務次長                            |
| 21 | 吉村博人   | 2007年8月16日  | 日本生命顧問・警察共濟組合理事長                                                |
| 22 | 安藤隆春   | 2009年6月26日  | 三井住友海上火災保險顧問・宜得利控股董事・東橫INN董事・日本高爾夫巡迴賽組織理事 |
| 23 | 片桐裕     | 2011年10月17日 | 公共政策調査會理事長・第一三共董事・東京商工會議所顧問                          |
| 24 | 米田壯     | 2013年1月25日  | 神戶市顧問・日本交易所集團董事                                                  |
| 25 | 金高雅仁   | 2015年1月23日  | 警察共濟組合理事長                                                              |
| 26 | 坂口正芳   | 2016年8月10日  |                                                                                 |
| 27 | 栗生俊一   | 2018年1月18日  |                                                                                 |
| 28 | 松本光弘   | 2020年1月17日  |                                                                                 |
| 29 | 中村格     | 2021年9月22日  |                                                                                 |
| 30 | 露木康浩   | 2022年8月30日  |                                                                                 |